# Krewella
Krewella es un dúo estadounidense de música electrónica de Chicago formado en 2007 por las hermanas compositoras y vocalistas Jahan Yousaf y Yasmine Yousaf (de ascendencia pakistaní, alemana y lituana) Anteriormente estaba formado también por "Rain Man" (Kristopher Trindl) pero el 29 de septiembre de 2014 se dio a conocer su separación total del grupo. Su estilo musical se basa en brostep, dubstep y electro house. En 2014, se ubicaron en el número 33 en la encuesta realizada por la revista DJmag, escalando 11 posiciones con respecto al año anterior. En 2015 se ubicaron en el puesto número 81, debido al conflicto que tuvieron tras la salida de su anterior miembro "Rain Man".

## Carrera musical
Llegaron a la escena en 2011 con su mezcla característica de electro-pop, dubstep, y electro house. Después del auto-lanzamiento de su EP Play Hard, en junio de 2012, el grupo consiguió ser número #1 en las listas de Beatport. Poco después, el grupo lanzó su canción house "Alive". La canción ingresó en las listas de la revista Billboard alcanzando la ubicación número 32 en el Hot 100. También formó parte de las listas Pop Radio Airplayy Dance Radio Airplay,llegando en esta última al número #1.
En diciembre de 2012 fue lanzado el EP "Play Harder" el cual contenía remixes de las canciones lanzadas anteriormente en su EP "Play Hard".
Krewella ha encabezado festivales de todo el mundo, incluyendo el Ultra Music Festival, Electric Daisy Carnival, Stereosonic y Spring Awakening. Las actuaciones en directo del grupo ganaron el Premio Internacional de Música Dance de 2012 en la categoría de "Mejor Artista Revelación". Este mismo año, tras una serie de eventos difundidos en directo en el Ultra Music Festival, la revista Billboard declaró "Krewella será enorme este año".
En septiembre de 2013, lanzaron su primer álbum de larga duración titulado Get Wet (el título del álbum traduce "mojarse") por la discográfica Columbia Records. Además para el lanzamiento de este álbum harán una gira por más de 50 lugares. Uno de los sencillos del álbum es "Live for the Night", la cual alcanzó la primera ubicación del Billboard Hot Dance Club Songs. En noviembre de 2013, se lanzó su colaboración con el productor holandés de hardstyle Headhunterz, el sencillo «United Kids of the World» cuyo concepto es la lucha contra el bullying. En marzo de 2014, colaboran en el álbum Drive de otro productor holandés, Gareth Emery, precisamente en la pista «Lights and Thunder». También en ese mismo año colaboraron con Tiësto en la pista «Set Yourself Free» incluida en A Town Called Paradise.
En septiembre de 2014, se anunció la salida de Trindl de la banda. Posteriormente, este demandó a las hermanas Yousaf por una cifra de cinco millones de dólares, alegando que fue injustamente "expulsado" del grupo.
Tras la salida de Trindl del grupo, las hermanas Yousaf sacaron su primer tema como dúo «Say Goodbye», el 24 de noviembre de 2014.
Poco después en el verano de 2015 lanzaron el sencillo "Somewhere to Run", que fue presentado en el UMF de ese mismo año.
El 29 de abril se lanzó el sencillo " Beggars", que sería incluido en el próximo álbum de estudio de Krewella.
Las hermanas Yousaf presentaron su EP que se tituló como Ammunition y se lanzó el 20 de mayo de 2016. Pocos días antes, se anunció el nuevo tour nombrado "Sweatbox".
En una entrevista con Gary Vee en el 2017, las hermanas declararon que actualmente estaban en el estudio trabajando en un seguimiento al EP lanzado en el año 2016, Ammunition. Desde entonces han lanzado más teasers, como "Angels Cry" "Dead AF", "Team" y "Rise Up". "Team" fue lanzado más adelante como un sencillo solitario en diciembre, ofreciendo un sonido pop más upbeat, que lo que apareció en Ammunition. Krewella insinuó en dos nuevas canciones en su Snapchat mientras se alojaban en Sídney para la víspera de Año Nuevo. Uno de ellos se llama "Be There". Más teasers se han lanzado desde entonces, de hecho hay casi 11 canciones inéditas por completo. "Be There" debía ser lanzado a finales de marzo, finalmente fue liberado el 10 de mayo de 2017. También confirmaron su propia discográfica, llamada Mixed Kids Records, con "Be There" convirtiéndose en su primer lanzamiento en ella.En 2017, Krewella se asoció con el programa de danza-aptitud Zumba. Hicieron una canción llamada "I Got This" para su nuevo programa STRONG, que implica de ejercicios de música de alta energía.  Esto todavía no se ha publicado, pero se publicaron teasers en la página STRONG en Instagram.  El 17 de mayo,dieron en un "concierto de fitness" Zumba donde tocaron un set mientras los instructores y asistentes realizaban un entrenamiento de baile. Aquí, tocaron una canción llamada "Thrilla", que también se hizo para Zumba. Tras el lanzamiento de otro sencillo el 31 de mayo de 2017, llamado "Love Outta Me", lanzaron la primera parte de su EP de dos partes el 8 de junio de 2017.  Más tarde anunciaron su New World Tour con un vídeo de Aladdin con la cara de Yasmine sobre Jasmine y el rostro de Jahan apareciendo en personajes aleatorios en todas partes. Krewella estima que New World Pt. 2 será lanzado a principios de septiembre, y definitivamente antes de su New World Tour. Existen múltiples temas de canciones posibles, como "Dead AF", "Rise Up", "New World" (con Yellow Claw), "Angels Cry", "I Got This", "Thrilla" y varias canciones sin nombre, una de que posiblemente se denomina "Alibi". Ellas dijeron en una entrevista que su nuevo sencillo debería estar estrenado en el mes de agosto de 2017.  Muchos piensan que este será "Dead AF", ya que recientemente fue lanzada una preview en su "Troll Mix Vol. 19: New World Tour Pre-game Mix" y la canción ha tenido una alta demanda para que sea lanzada desde que Krewella lanzó una preview a fines del año 2016. 
El viernes 4 de agosto de 2017, a través de un Instagram live, presentaron la canción "Alibi" la cual será parte del próximo EP de Krewella llamado "New World Pt. 2." 
El 18 de septiembre de 2017 lanzaron la colaboración con los DJs y productores Holandeses Yellow Claw junto al rapero Estadounidense Taylor Bennett, llamada New World. Es la tercera canción de Krewella que lleva el nombre del EP en el cual es lanzado. 
El 24 de octubre lanzaron su canción más esperada "Dead Af"  la cual fue enviada por mensaje de texto a los fanes más leales de Krewella y estos mismos la recibieron un día antes (23 de octubre). 
El 31 de octubre, Krewella salió en vivo desde su autobús turístico en la aplicación social EDM 'WAV'. Mencionaron que New World Part 2 debería lanzarse en 2018. También tocaron cinco canciones inéditas: "Run Away", "Bad Liar", "Alarm" (con Lookas), "Ain't That Why" (con R3HAB), "Another Round" (con Pegboard Nerds) y "Angels Cry". "Another Round" con Pegboard Nerds se lanzó el 17 de noviembre, "Alarm" con Lookas se lanzó el 1 de diciembre, y "Ain't That Why" con R3HAB se lanzó el 8 de diciembre. "Angels Cry" siguió el 29 de diciembre de 2017 , lanzado a través de su línea telefónica de fanáticos: cualquier persona que haya enviado un mensaje de texto a la línea recibió previamente un texto con un enlace, y cualquier otra persona puede enviar "lágrimas de ángel" al número para recibirlo.
Krewella mencionó una versión de "New World" (con Yellow Claw) con la rapera china VAVA. Mientras Krewella estaba en China, publicaron en las redes sociales con VAVA,  apareció en uno de sus conciertos en Beijing, y también filmó un video musical para esta versión. Fue lanzado en enero de 2018.
El 4 de enero de 2018, Krewella fue transmitida en vivo a través de Instagram mientras mezclaba su nueva canción "Alibi". La canción fue lanzada el 13 de febrero junto con el video musical. El seguimiento, "Runaway", se publicó el 4 de abril de 2018. 
El 29 de junio de 2018, Krewella lanzó el muy esperado tema "Bad Liar".
A partir de julio de 2018, todos están programados para aparecer en la temporada 11 de Coke Studio (Pakistán) y forman parte de la canción promocional de la temporada "Hum Dekhenge", que fue una versión de Nazam escrita por Faiz Ahmad Faiz.

## Miembros
Actuales

### Jahan Yousaf
Jahan Yousaf (Houston, Texas, 27 de agosto de 1989) es una de las dos integrantes femeninas del dúo musical Krewella, formado en 2007 junto a su hermana Yasmine Yousaf. La banda internacional conocida como Krewella muy famosa entre los fanes del EDM.

### Yasmine Yousaf
Yasmine Yousaf (Houston, Texas, 18 de febrero de 1992) es una de las dos integrantes femeninas (junto a Jahan Yousaf, su hermana) que forman el dúo musical Krewella, formado en 2007.
Miembros de Gira
- Frank Zummo - Batería (2015–presente)
- Max Bernstein - guitarra, sintetizadores (2015–presente)

Exmiembro
- Kristopher "Rain Man" Trindl (nacido el 16 de diciembre de 1987, 37 años) producción, FX music controllers (2007-2014)

## Discografía

### Álbumes

#### En estudio
| Título  | Datos del álbum                                                                                           |
| ------- | --- |
| Get Wet | - Lanzamiento: 24 de septiembre de 2013 - Discográfica: Columbia Records - Formatos: CD, descarga digital |

#### Extended Plays
| Título            | Detalles del álbum                                                                                            | Mejor posición en listas | Mejor posición en listas | Mejor posición en listas |
| Título            | Detalles del álbum                                                                                            | US                       | US Dance                 | US Heat                  |
| ----------------- | --- | ------------------------ | ------------------------ | ------------------------ |
| "Play Hard EP"    | - Lanzado: 18 de junio de 2012 - Discográfica: Krewella Music, LLC. - Formatos: CD (Promo.), Descarga digital | —                        | 6                        | 10                       |
| "Play Harder EP"  | - Lanzado: 10 de diciembre de 2012 - Discográfica: Krewella Music, LLC. - Formatos: CD, Descarga digital      | —                        | —                        | —                        |
| "Ammunition"      | - Lanzado: 20 de mayo de 2016 - Discográfica: Columbia Records - Formatos: Vinilo, Descarga digital           | —                        | 2                        | —                        |
| "New World Pt. 1" | Lanzado: 8 de junio de 2017 Discográfica: Mixed Kids Records Formatos: Vinilo, Descarga digital               | -                        | -                        | -                        |

#### Sesiones promocionales
| Fecha De Lanzamiento     | Volumen                                                   |
| ------------------------ | --------------------------------------------------------- |
| 5 de diciembre de 2012   | Troll Mix, Vol. 1: F*** Finals Edition                    |
| 28 de enero de 2013      | Troll Mix, Vol. 2: Road to Ultra                          |
| 13 de enero de 2013      | Troll Mix, Vol. 3: Makeout Edition                        |
| 1 de mayo de 2013        | Troll Mix, Vol. 4: Get Ripped or Die Trying               |
| 2 de octubre de 2013     | Troll Mix, Vol. 5: Get Wet Edition                        |
| 31 de octubre de 2013    | Troll Mix, Vol. 6: Trick or Troll Edition                 |
| 9 de diciembre de 2013   | Troll Mix, Vol. 7: Jingle Troll Rock                      |
| 30 de diciembre de 2013  | Troll Mix, Vol. 8: Happy Krew Year                        |
| 13 de febrero de 2014    | Troll Mix, Vol. 9: Just The Tip *Valentine's Day Edition* |
| 4 de marzo de 2014       | Troll Mix, Vol. 10: Pre-Game Edition                      |
| 8 de abril de 2014       | Troll Mix, Vol. 11: Road To Coachella                     |
| 1 de mayo de 2014        | Troll Mix, Vol. 12: To 150 BPM And Beyond                 |
| 12 de junio de 2014      | Troll Mix, Vol. 13: Sex On The Dance Floor                |
| 14 de agosto de 2015     | Troll Mix, vol 14: Return Of The Trolls                   |
| 13 de septiembre de 2016 | Troll Mix, vol 15: Sweatbox Edition                       |
| 28 de febrero de 2017    | Troll Mix, vol 16: Winter Remedy Mix                      |
| 31 de marzo de 2017      | Troll Mix, vol 17: Weekend Warriors                       |
| 28 de abril de 2017      | Troll Mix Vol. 18: Troll Mix & Chill                      |
| 18 de julio de 2017      | Troll Mix Vol. 19: New World Tour Pre-game Mix            |

### Sencillos
| Año  | Título                                         | Mejor posición en listas | Mejor posición en listas | Mejor posición en listas | Mejor posición en listas | Mejor posición en listas | Mejor posición en listas | Certificaciones  | Álbum           |
| Año  | Título                                         | AUS                      | CAN                      | Hot 100                  | Hot Dance                | D/Electr. Songs          | JAP                      | Certificaciones  | Álbum           |
| ---- | ---------------------------------------------- | ------------------------ | ------------------------ | ------------------------ | ------------------------ | ------------------------ | ------------------------ | ---------------- | --------------- |
| 2011 | «Life of the Party» (con S-Preme)              | —                        | —                        | —                        | —                        | —                        | —                        |                  | SoundCloud      |
| 2011 | «Strobelights»                                 | —                        | —                        | —                        | —                        | —                        | —                        |                  | SoundCloud      |
| 2011 | «One Minute»                                   | —                        | —                        | —                        | —                        | 34                       | —                        |                  | Play Hard       |
| 2012 | «Killin' It»                                   | —                        | —                        | —                        | 29                       | 33                       | —                        |                  | Play Hard       |
| 2012 | «Feel Me» (con Futtize)                        | —                        | —                        | —                        | —                        | —                        | —                        |                  | Play Hard       |
| 2012 | «Come & Get It»                                | —                        | —                        | —                        | —                        | 41                       | —                        |                  | Play Harder     |
| 2013 | «Alive»                                        | —                        | 50                       | 32                       | —                        | 5                        | —                        | - EE.UU: Platino | Play Hard       |
| 2013 | «Live for the Night»                           | 87                       | 96                       | 100                      | 1                        | 11                       | 10                       |                  | Get Wet         |
| 2013 | «Legacy» (Nicky Romero vs. Krewella)           | 44                       | —                        | —                        | —                        | 22                       | —                        |                  |                 |
| 2014 | «Enjoy the Ride»                               | 84                       | —                        | —                        | —                        | 29                       | —                        |                  | Get Wet...      |
| 2014 | «Say Goodbye»                                  | —                        | —                        | —                        | —                        | —                        | —                        |                  |                 |
| 2015 | «Somewhere to run»                             | —                        | —                        | —                        | —                        | —                        | —                        |                  |                 |
| 2015 | «Love Song to the Earth» (con varios artistas) | —                        | —                        | —                        | —                        | —                        | —                        |                  |                 |
| 2016 | «Beggars» (Krewella X Diskord)                 | —                        | —                        | —                        | —                        | 33                       | —                        |                  | Ammunition      |
| 2016 | «Team» Be There                                | —                        | —                        | —                        | —                        | 26                       | —                        |                  | New World Pt. 1 |

#### Otras canciones
| Año  | Título       | Mejor posición  | Álbum   |
| Año  | Título       | D/Electr. Songs | Álbum   |
| ---- | ------------ | --------------- | ------- |
| 2013 | «We Go Down» | 21              | Get Wet |
| 2013 | «Human»      | 39              | Get Wet |

#### Con otros artistas
| Año  | Título                     | Artista                               | Álbum                                 |
| ---- | -------------------------- | ------------------------------------- | ------------------------------------- |
| 2012 | «Rise & Fall»              | Adventure Club con Krewella           | Rise & Fall (feat. Krewella) - Single |
| 2013 | «Legacy (Save My Life)»    | Nicky Romero con Krewella             | Sencillo sin álbum                    |
| 2013 | «United Kids of the World» | Headhunterz con Krewella              | Sencillo sin álbum                    |
| 2014 | «Lights and Thunder»       | Gareth Emery con Krewella             | Drive                                 |
| 2014 | «Set Yourself Free»        | Tiësto con Krewella                   | A Town Called Paradise                |
| 2016 | «Superstar»                | Pegboard Nerds y NGHTMRE con Krewella | Sencillo sin álbum                    |

### Remixes
| Fecha de lanzamiento    | Canción                                   | Artista original          | Lanzamiento                  |
| ----------------------- | ----------------------------------------- | ------------------------- | ---------------------------- |
| 18 de diciembre de 2011 | "Breathe (Krewella Remix)"                | Skrillex                  | Álbum no lanzado             |
| 11 de abril de 2012     | "Fire Hive (Krewella 'Fuck on Me' Remix)" | Knife Party               | SoundCloud                   |
| 11 de junio de 2012     | "Rise & Fall (Krewella Remix)"            | Adventure Club & Krewella | SoundCloud                   |
| febrero de 2013         | "Scorpion Move (Krewella Remix)"          | Zedd                      | Lanzamiento sin álbum        |
| 2013                    | "Alone Together (Krewella Remix)"         | Fall Out Boy              | Alone Together (The Remixes) |

## Vídeos musicales
| Fecha de lanzamiento    | Canción                                    | Director                      |
| ----------------------- | ------------------------------------------ | ----------------------------- |
| 8 de febrero de 2012    | "Killin' It"                               | Laine Kelly                   |
| 26 de junio de 2012     | "Alive" (Daytona Beach Live Video)         | Miles Evert                   |
| 16 de agosto de 2012    | "Feel Me"                                  | Miles Evert                   |
| 18 de diciembre de 2012 | "Alive"                                    | Bryan Schlam                  |
| 18 de diciembre de 2012 | "Alive [Pegboard Nerds Remix]"             | Bryan Schlam                  |
| 1 de agosto de 2013     | "Live For The Night"                       | Alex Topaller, Daniel Shapiro |
| 25 de octubre de 2013   | "Legacy con Nicky romero"                  | Kyle Padilla                  |
| 26 de noviembre de 2013 | "United kids of the world con Headhunterz" | Robby Starbuck                |
| 22 de enero de 2014     | "Human"                                    | Miles Evert                   |
| 6 de marzo de 2014      | "Enjoy The Ride"                           | K Tanch                       |
| 26 de marzo de 2014     | "Party Monster"                            | Laine Kelly                   |
| 22 de julio de 2015     | "Somewhere To Run"                         | Rory Kramer                   |
| 29 de abril de 2016     | "Beggars"                                  | Laine Kelly & Brandon Parker  |
| 8 de junio de 2016      | "Broken Record"                            | John Curtis                   |
| 9 de diciembre de 2016  | "Team"                                     | Nathan Lim                    |
| 10 de mayo de 2017      | "Be There"                                 | Mixed Media                   |
| 26 de julio de 2017     | "Fortune con Diskord"                      | Mixed Media                   |

## Ranking DJMag
| DJ       | 2013 | 2014 | 2015 |
| -------- | ---- | ---- | ---- |
| Krewella | 44°  | 33°  | 81°  |

## Ranking DJAne
| DJ       | 2017 | 2018 | 2019 | 2020 |
| -------- | ---- | ---- | ---- | ---- |
| Krewella | 7°   | 6°   | 8°   | 13°  |

## Galería

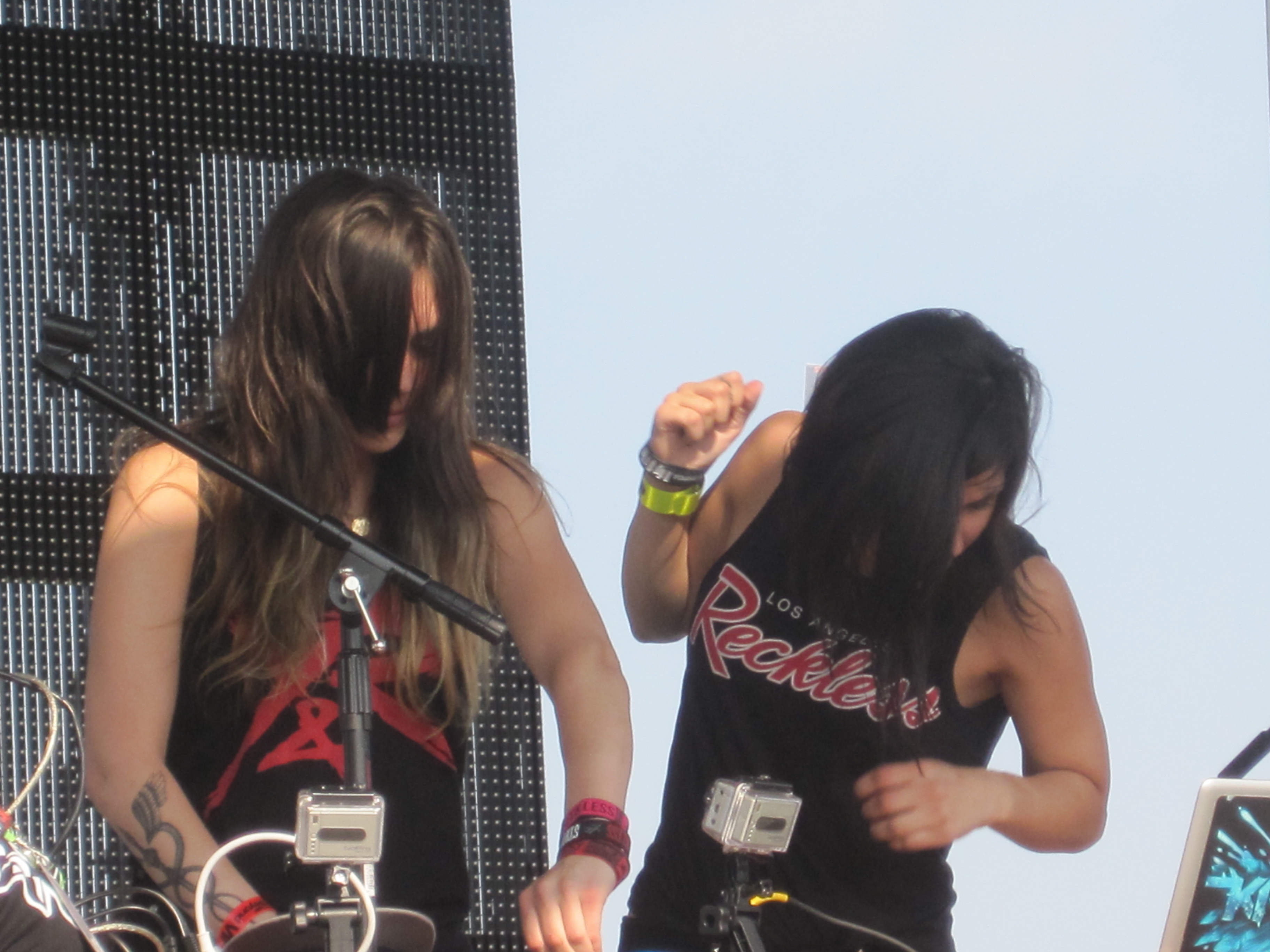
Krewella actuando en directo en mayo de 2012.
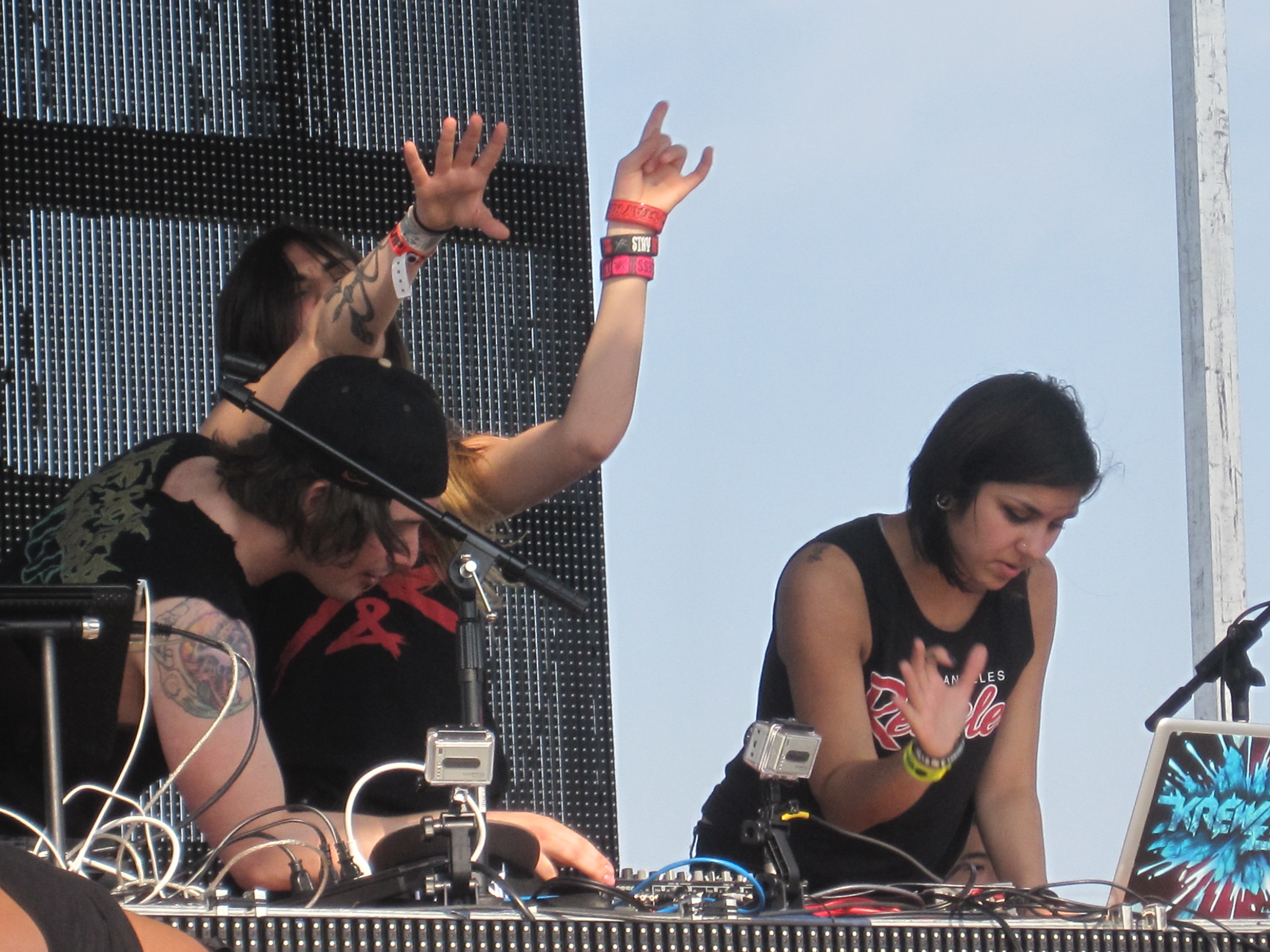
Krewella actuando en directo en mayo de 2012.
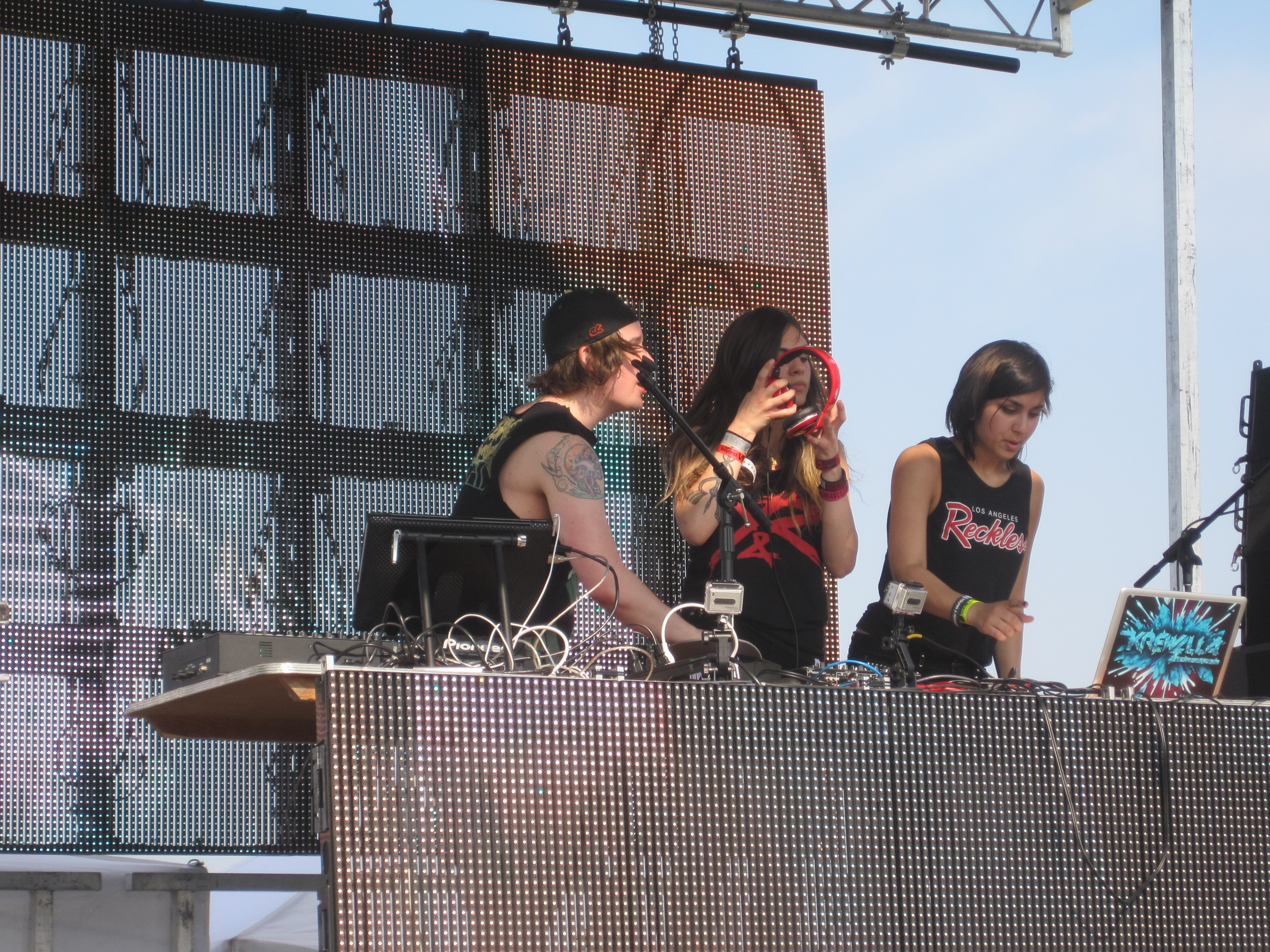
Krewella actuando en directo en mayo de 2012.
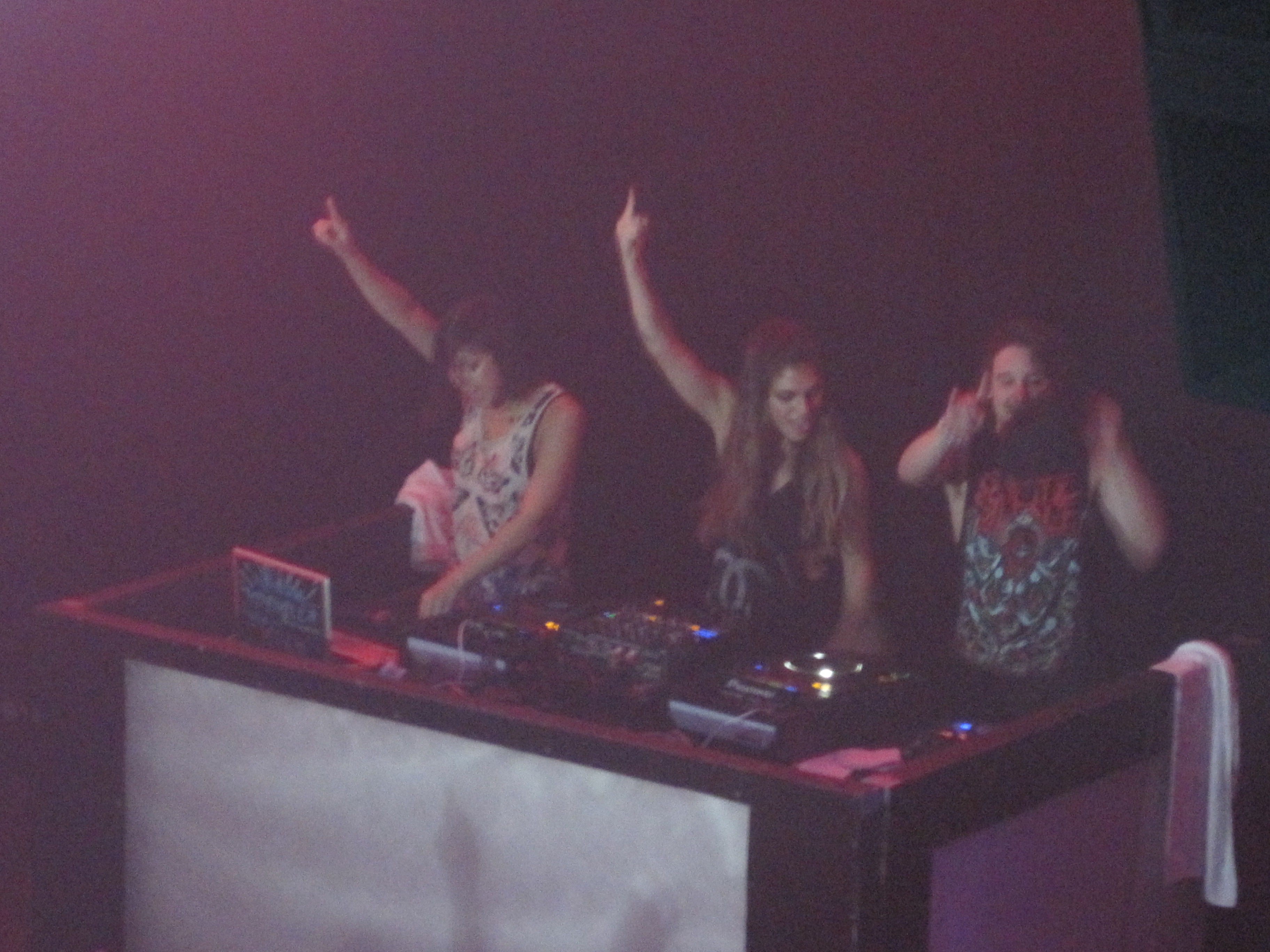
Krewella actuando en directo en noviembre de 2012.
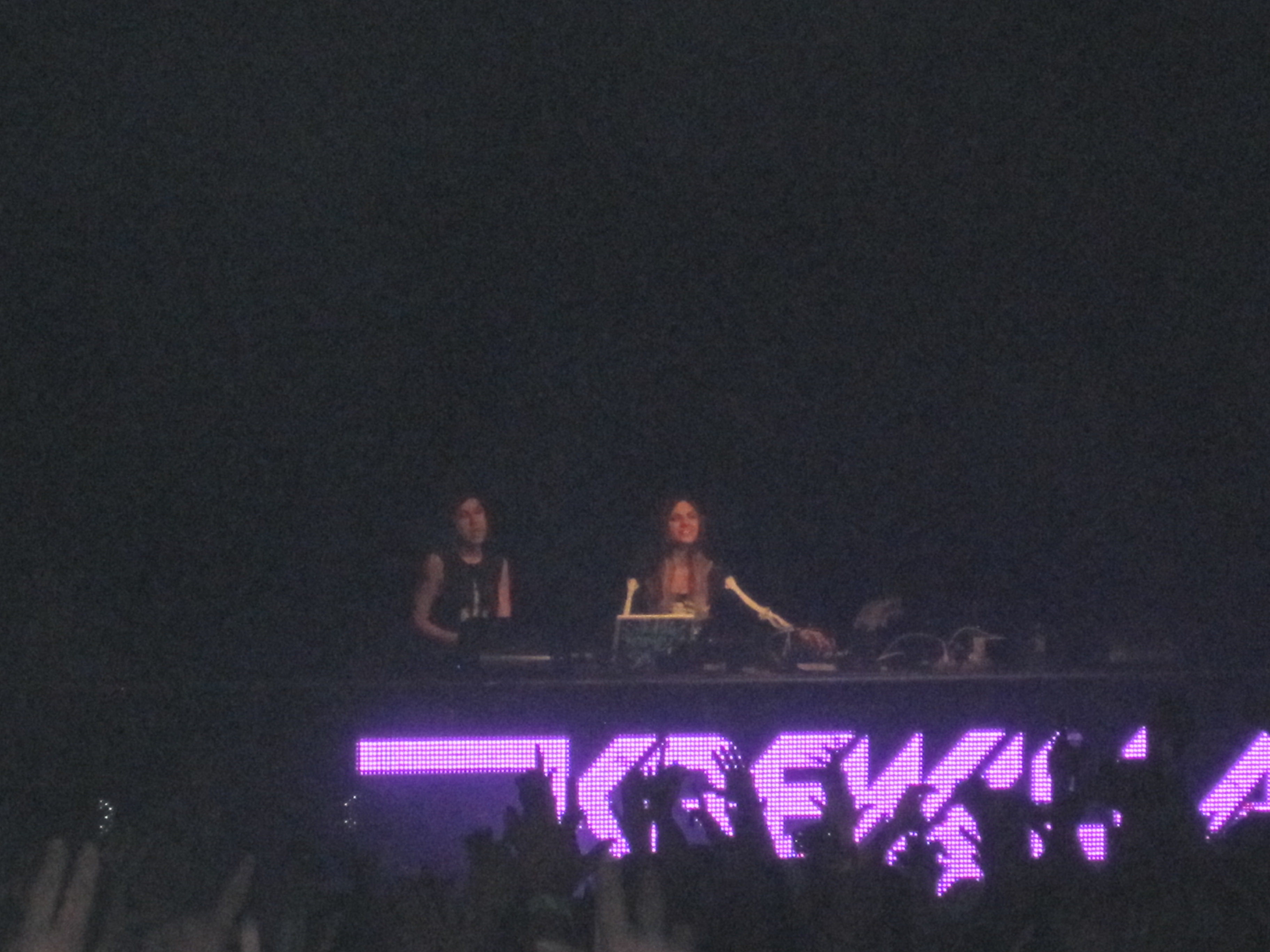
Krewella actuando en directo en diciembre de 2012.
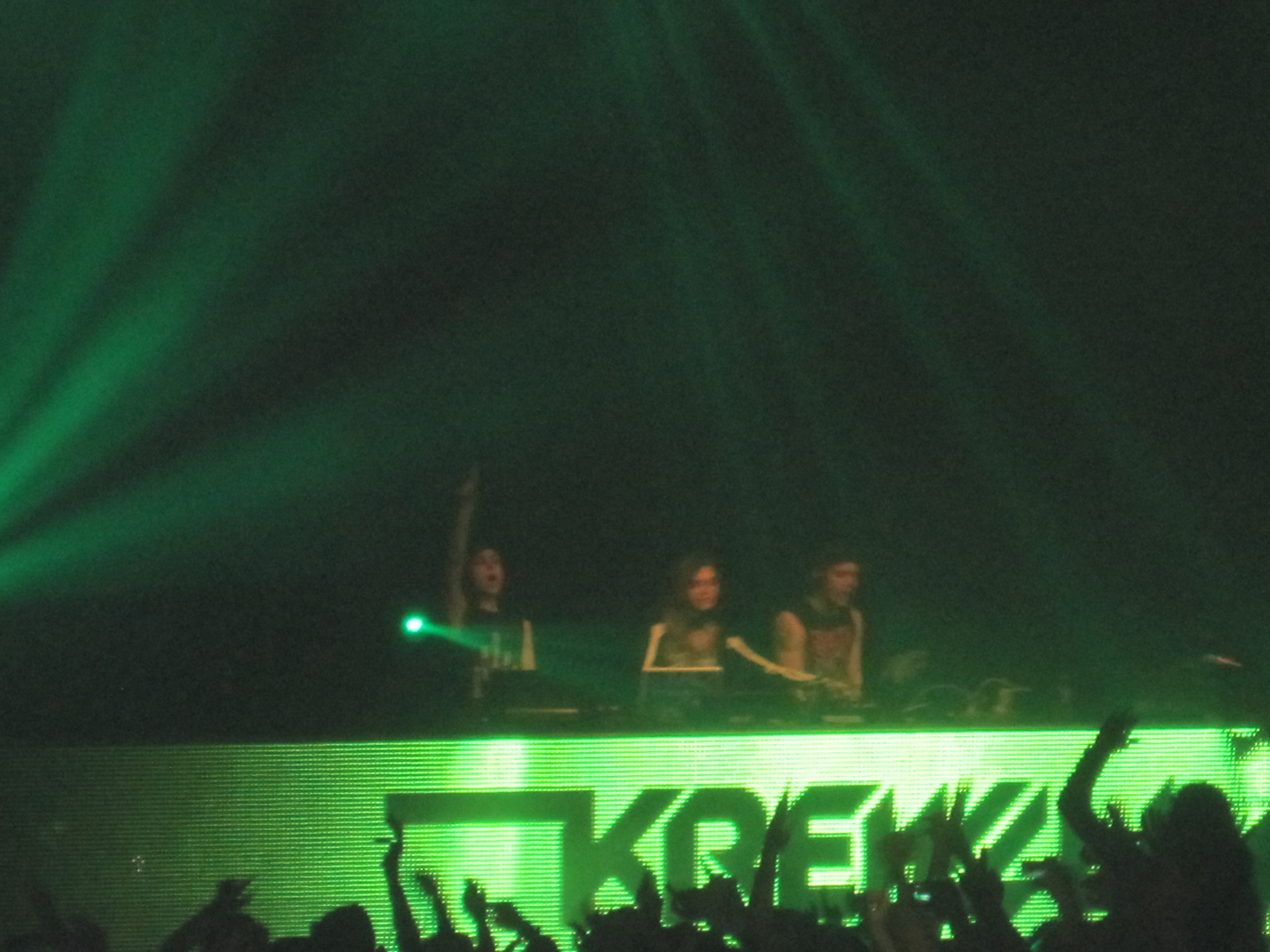
Krewella actuando en directo en diciembre de 2012.
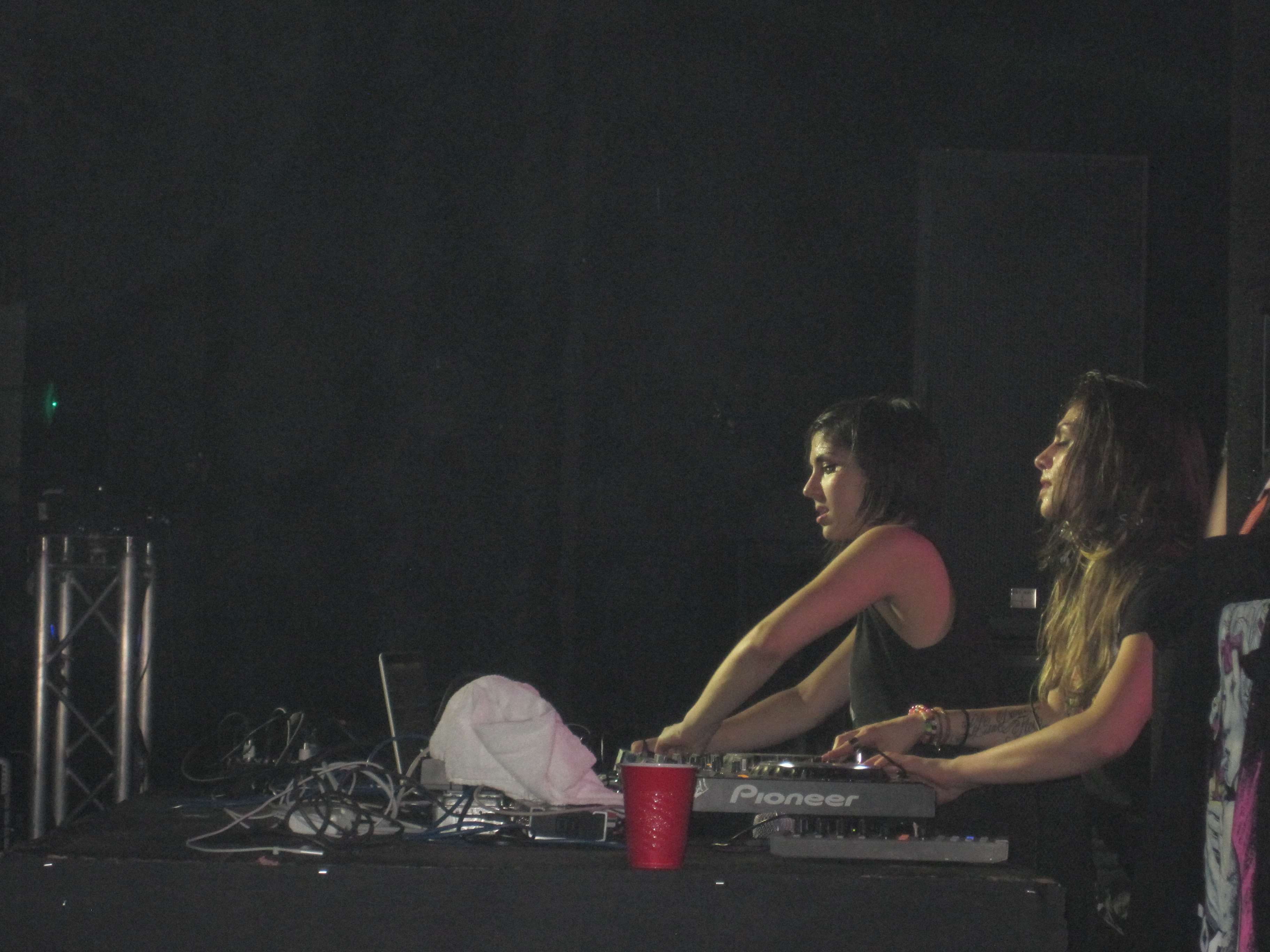
Krewella actuando en directo en febrero de 2013.